# Ferdinando Maria di Borbone-Due Sicilie
Ferdinando Maria di Borbone-Due Sicilie, właśc. Ferdinando Maria Andrea Alfonso Marcus (ur. 28 maja 1926 w Podzamczu, zm. 20 marca 2008 w Roquebrune-sur-Argens) – jeden z dwóch pretendentów do tytułu głowy Królewskiej Rodziny Burbonów Sycylijskich (z linii Castro).
Urodził się w Podzamczu, na Mazowszu, jako syn Rajnera, księcia Castro, i jego kuzynki-żony – hrabiny Karoliny Zamoyskiej (1896–1968). Został głową rodziny, po abdykacji jego ojca na jego korzyść w 1966. Był Wielkim Mistrzem Świętego Wojskowego Konstantyńskiego Zakonu Świętego Jerzego i Królewskiego Orderu Franciszka I. Został odznaczony kilkoma dynastycznymi i państwowymi orderami.
23 lipca 1949 w szwajcarskim Giez poślubił Francuzkę Chantal de Chevron-Villette (1925–2005). Para miała troje dzieci:
- Beatrice Maria Carolina Luisa Francesca (ur. 1950, w Saint-Raphaël)

∞ 1978-1989 Charles Bonaparte
- Anna Maria Carolina Carmen (ur. 1957, w Saint-Raphaël)

∞ 1977 Jacques Cochin
- Carlo di Borbone-Due Sicilie (ur. 1963, w Saint-Raphaël)

∞ 1998 Camilla Crociani